# Jacques Pellegrin
Jacques Pellegrin (* 12. Juni 1873 in Paris; † 12. August 1944 in Paris) war ein französischer Herpetologe und Ichthyologe.

## Leben
Pellegrin studierte Naturgeschichte. 1894 wurde er Präparator an der Sektion Zoologie am Pariser Nationalmuseum für Naturgeschichte, anstelle von Léon Vaillant (1834–1914).
Er legte erfolgreich Doktorarbeiten vor in Medizin (1899) und Naturwissenschaft (1904). Im Jahre 1908 ernannte man ihn zum stellvertretenden Vorsitzenden der Abteilung.
Nach vielen Forschungsreisen zumeist in die französischen Kolonien wurde er 1937 stellvertretender Vorsitzender des Museums und ersetzte Louis Roule als verantwortlichen Vorstand für Herpetologie und Ichthyologie.
Er veröffentlichte über 600 naturwissenschaftliche Monographien und Schriften und beschrieb rund 350 neue Arten. Pellegrin benannte eine Anzahl Fischarten aus der Familie der Buntbarsche (Cichlidae). Außerdem wurden etliche Spezies ihm zu Ehren mit Beinamen versehen. z. B.: Geophagus pellegrini.

## Schriften (Auswahl)
- Petit atlas des poissons, III Poissons des eaux douces — Espèces françaises Paris 1943
- Les Poissons des eaux douces de Madagascar et des iles voisines (Comores, Seychelles, Mascareignes) 1933 222 S.
- Poissons du Chiloango et du Congo recueillis par l'expédition du Dr H. Schouteden (1920-1922) Tervuren 1928
- Voyage zoologique d'Henri Gadeau de Kerville en Asie-Mineure (avril-mai 1912) Paris: Baillière, 1928 150 S.[1]
- Les Poissons d'Eau douce de l'Indo-Chine : Conférence faite au Muséum d'Histoire naturelle par Jacques Pellegrin. Augustin Challamel, Paris 1907. 23 S.[2]